# Eurukuttarus melanostola
Eurukuttarus melanostola är en fjärilsart som beskrevs av George Francis Hampson 1896. Eurukuttarus melanostola ingår i släktet Eurukuttarus och familjen säckspinnare. Inga underarter finns listade i Catalogue of Life.